# Astaroth

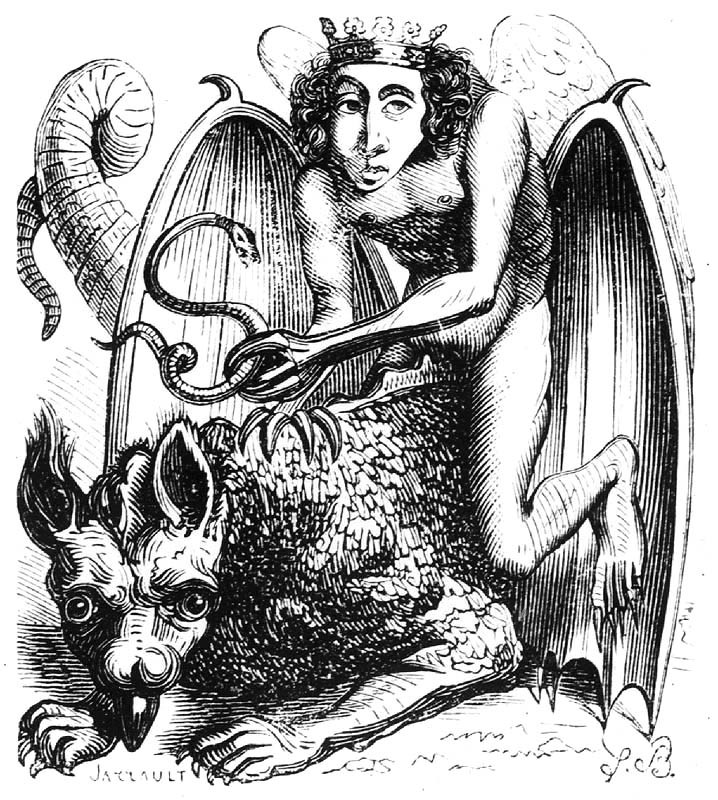
Representação de Astaroth no livro Pseudomonarchia Daemonum, de Johann Weyer.

Astaroth, ou Astarô, na Demonologia Cristã, é o Grão-Duque do Inferno. Este é associado à Trindade Infernal junto de Belzebu e Lúcifer. Seu nome apresenta relação com o da deusa fenícia Astarte.

## Etimologia
O nome Astaroth é derivado da deusa fenícia Astarte, um equivalente da babilônica Ishtar e da suméria Inana. Ele é mencionado na Bíblia Hebraica nas formas Ashtoreth (singular) e Ashtaroth (plural, em referência a várias estátuas dele). Esta última forma foi diretamente transliterado nas versões grega e latina antigas da Bíblia, onde era menos evidente que ele tinha sido um plural feminino em hebraico.

## Semiótica Cristã
Astarô é um demónio do Cristianismo, reconhecido como grão-duque do Inferno, este possuí a aparência de um anjo desfigurado, carregando consigo uma serpente na mão esquerda, e utilizando uma coroa e montado em um dragão Infernal. Outras versões de sua aparência mostram Astarô como sendo um cavaleiro negro, montado em um escorpião. Segundo a demonologia da Chave Menor de Salomão este 

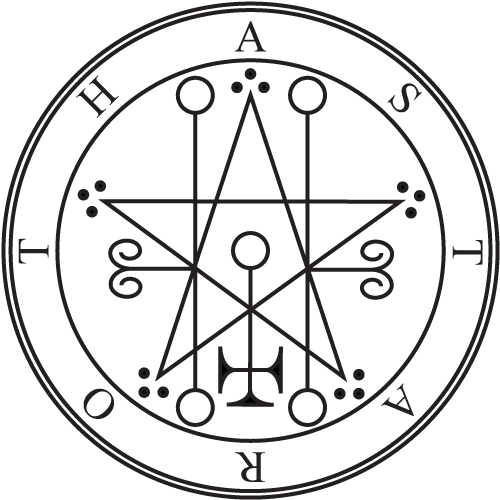
Selo de Astaroth, segundo a Chave Menor de Salomão

espírito inspira demoníacas e outras más obras aos matemáticos, artesãos, pintores e outros artistas liberais, pode dar invisibilidade aos homens, pode conduzir os homens a tesouros escondidos e contesta a qualquer pergunta feita a ele em várias línguas.
Segundo o livro Dictionnaire Infernal, do escritor Jacques Auguste Simon Collin de Plancy, Astarô é o supremo demónio do Ocidente, sendo Lúcifer, do Oriente. Supostamente seria necessário evoca-lo na Quarta-Feira. Segundo Collin de Plancy, este demónio é o tesoureiro dos Infernos e estaria presente em vários casos de Possessão Demoníaca.
De acordo com o ocultista Francis Barret, Astarô é o príncipe dos acusadores e inquisidores. Segundo alguns demonologistas do século XVI, os ataques deste demónio são mais fortes durante o mês de Agosto.
Seu nome vem da deusa pagã Astarte, que na Vulgata Latina é traduzida como Astharthe (singular) e Astharoth (plural). A forma plural foi tomada do hebraico antigo por aqueles que não sabiam que era uma forma de plural, nem que era o nome de uma deusa; vendo-o apenas como o nome de outro deus à parte de Deus e, portanto, um demónio.